# Teobaldo I di Spoleto
Teobaldo I di Spoleto (... – 936) è stato un nobile longobardo e duca di Spoleto.

## Biografia
Teobaldo I (morto nel 936) fu duca di Spoleto dal 928 alla sua morte. Era il figlio di Bonifacio I, ex duca e membro della linea degli Hucpoldingi, una casata di origine franca, che costruì le sue fortune in Italia dal IX secolo. Teobaldo era un principe senza scrupoli, anche per la sua età e la sua carriera fu condizionata da alleanze in costante cambiamento, mentre i venti politici dell'Italia centrale e meridionale cambiavano direzione.
Nel 929 Teobaldo si unì a Landolfo I di Benevento e a Guaimario II di Salerno in una serie di attacchi congiunti contro la Campania bizantina, Puglia e Calabria. Teobaldo era dannoso per la cooperazione degli altri e tutti e tre non ebbero successo; e Guaimario tornò alla sua precedente fedeltà ai Greci.
Teeobaldo si alleò anche con Docibile II di Gaeta contro i Greci.